# Challenger de Seúl 2012
El torneo Samsung Securities Cup 2012 es un torneo profesional de tenis. Pertenece al ATP Challenger Series 2012. Se juega su 13.ª edición sobre superficie dura, en Seúl, Corea del Sur entre el 22 y el 28 de octubre.

## Campeones

### Individual Masculino
- Lu Yen-hsun derrotó en la final a  Yūichi Sugita, 6–3, 7–6(4)

### Dobles Masculino
- Lee Hsin-han /  Peng Hsien-yin derrotaron en la final a  Lim Yong-Kyu /  Nam Ji-Sung, 7–6(3), 7–5